# Niccolò Bossini
Niccolò Bossini (Reggio Emilia, 20 giugno 1978) è un chitarrista e cantautore italiano.

## Biografia

### Carriera musicale
A 19 anni entra a far parte dei Raw Power. Con loro incide un disco (Reptile House, 1998), partendo poi per due tour europei (1997 e 1999) e due tour negli Stati Uniti (1998 e 1999).
La collaborazione con i Raw Power si conclude nel 1999, anno in cui Niccolò si ributta sull'hard rock americano con un nuovo gruppo, i Tora Tora. L'esperienza Tora Tora si conclude (dopo la registrazione di un demo e nessun concerto all'attivo) all'inizio del 2001, anno in cui forma con Luca Gandolfi (batteria) e Marco Massarenti (basso) i Pinkol.
I Pinkol sono una cover band che, dopo un anno si trasforma in un gruppo di soli pezzi originali, i The Teachers.
Con loro Niccolò registra due demo, un EP, ed annoverano circa un centinaio di date tra cui 4 a Londra. Le esperienze più significative saranno come supporters di Linea 77, Marlene Kuntz, Deep Purple e The Fratellis.
Da febbraio 2005 Niccolò collabora con Luciano Ligabue, entrando in sala di incisione per la registrazione dell'album Nome e cognome. Ha poi accompagnato Ligabue sia durante il Nome e cognome tour 2006 che nella esibizione al Campovolo di Reggio Emilia (10 settembre 2005), sua data di debutto nella Banda, concerto che registra il record europeo di 165.000 spettatori.
Infine egli ha sostituito Max Cottafavi nei ClanDestino, nella nuova formazione che porta il nome Club Destino, che ha pubblicato nel 2007 il CD+DVD Registrazioni clandestine.
Niccolò si dedica poi ai The Teachers nella realizzazione del loro primo album Greatest Hits (2007), con i singoli Cream of Bolivia, I'm not afraid e London.
L'album viene distribuito ad offerta libera sul sito dei Teachers.
Nell'estate 2008 accompagna nuovamente con la sua chitarra Luciano Ligabue nel tour estivo Elle-Sette Stadi 2008 nei sette concerti all'Arena di Verona insieme ad un'orchestra di 70 elementi, esperienza che si ripeterà a settembre-ottobre 2009.
Nel luglio 2009, dopo un periodo di inattività, i Teachers pubblicano il singolo I won't back down, portato al successo da un video girato in stop-motion dai componenti stessi della band.
A partire dal 2010, dopo l'annuncio dello scioglimento dei Teachers, Niccolò avvia la sua carriera solista come cantautore in italiano, promuovendo i suoi brani, ancora inediti, attraverso concerti live e la diffusione via web di video promozionali. Il 22 novembre dello stesso anno partecipa alle sigle di FINE PRIMO TEMPO e SECONDO TEMPO di Rai 2 suonando la chitarra elettrica (la stessa cosa succede anche a Corrado Rustici, che partecipa alle sigle di FINE PRIMO TEMPO e SECONDO TEMPO di Rai 1, suonando il pianoforte e Simone Bertolotti in quelle di FINE PRIMO TEMPO e SECONDO TEMPO di Rai 3, suonando il pianoforte).
Nel frattempo la collaborazione con Ligabue continua nelle registrazioni del disco Arrivederci, mostro!, uscito l'11 maggio 2010, e nel tour che ne segue,  senza interruzioni fino ad arrivare al maxi-evento Campovolo 2.0, nel luglio 2011, e ai concerti del tour 2012 in Italia e all'estero.
Il 5 giugno 2012 esce il primo disco solista del musicista reggiano, che porta un titolo enigmatico: QBNB ed è lanciato dal singolo Il mio nome, in radio da maggio 2012. Il lavoro porta la firma di Alessio Camagni, milanese, già produttore artistico dei Ministri.
La band che accompagna il cantautore nel suo percorso solista è composta da Marco Massarenti (già basso dei Teachers, ex Black Twilight ed ex Raw Power), Matteo Tagliavini (chitarra), e Cesare Barbi (batteria, ex Ladri di Biciclette ed ex Rio), sostituito nel 2013 da Lorenzo Bigi.
Nell'estate 2013 partecipa alle registrazioni dell'album Mondovisione di Ligabue, pubblicato il 26 novembre dello stesso anno. A settembre è di nuovo chiamato a suonare sul palco dell'Arena di Verona dal rocker di Correggio per 6 serate.
Il 29 ottobre 2013 esce il suo secondo album da solista intitolato #SECONDOLAVORO, un EP di 6 tracce distribuito solo in formato digitale e anticipato dai singoli Non si sceglie e Cosa ti aspetti da me.
Il 9 settembre 2016 pubblica il suo terzo album in studio, intitolato Kaleidos.

## Discografia

### Solista

#### Album in studio
- 2012 - QBNB
- 2013 - #SECONDOLAVORO
- 2016 - Kaleidos

### Con i Raw Power

#### Album in Studio
- 1998 - Reptile House

### Con i Teachers

#### Album in Studio
- 2007 - Greatest Hits

### Con i Club Destino

#### Live
- 2007 - Registrazioni clandestine

### Con Ligabue

#### Album in studio
- 2005 - Nome e cognome
- 2010 - Arrivederci, mostro!
- 2013 - Mondovisione
- 2019 - Start
- 2020 - 7

#### Live
- 2009 - Sette notti in Arena
- 2011 - Campovolo 2.011

## Band

### Attuale
- Matteo Tagliavini - chitarra
- Marco Massarenti - basso
- Lorenzo Bigi - batteria

### Ex-componenti
- Cesare Barbi - batteria (2009-2013)